# Укрощение строптивой (фильм, 1929)
Укрощение строптивой (англ. The Taming of the Shrew) —  американский чёрно-белый комедийный фильм режиссёра Сэма Тейлора, выпущенный в 1929 году. Первая звуковая экранизация одноимённой пьесы Уильяма Шекспира.

## В ролях
- Мэри Пикфорд — Катарина
- Дуглас Фэрбенкс — Петруччо
- Эдвин Максвелл — Баптиста
- Джозеф Ковторн — Гремио
- Клайд Кук — Грумио
- Джеффри Ворвел — Гортензио
- Дороти Джордан — Бьянка